# Showcase (cómic)
Showcase fue una serie de revista de historieta antológica publicada por DC Comics. La temática general de la serie era presentar personajes nuevos o menores para poder medir el interés del lector en ellos y no arriesgarse a publicar directamente una serie centrada en ellos. A Showcase se la considera la más exitosa de estas series para probar personajes, siendo publicada durante 14 años seguidos siendo responsable de generar numerosos nuevos títulos populares, y manteniendo una buena cantidad de lectores regulares. La serie fue publicada entre 1956 y 1970, siendo suspendida su publicación en el número 93. Luego fue revivida entre 1977 y 1978 con 11 números.

## Serie original

### Historial de publicación
Showcase presentaba personajes ya sea en un número único o en una etapa de dos o tres números para poder determinar el interés del público La serie comenzó con fecha de tapa marzo/abril de 1956 y de esta surgieron muchos personajes importantes como las versiones de la edad de plata de Flash, Linterna Verde, Átomo y El Espectro, y nuevos personajes como Los Temerarios, Space Ranger, Adam Strange, Rip Hunter, Sea Devils, los Hombres de Metal, Los Cinco Inferiores, Creeper, Anthro, Hawk y Dove, Ángel y el Mono o Bat Lash.
En 1962 DC Comics compró la adaptación de la novela y película Dr. No que había sido publicada en la revista británica Classics Illustrated, y publicó la historia en un número de Showcase. Fue la primera vez que se publicaba en historietas al personaje James Bond.
Showcase se destacó de otras series de su estilo porque mantuvo su propia cantidad de lectores. Si bien los lectores a los que les gustaba determinado personaje compraba la serie cuando aparecía este, normalmente continuaban comprando Showcase no importando su contenido. La serie fue cancelada en el número 93 en 1970, donde se presentaba a featuring Manhunter 2070.

### Lista completa de números
| Número     | Personaje                                     | Notas |
| ---------- | --------------------------------------------- | --- |
| 1          | The Fire Fighters                             | |
| 2          | The Kings of the Wild                         | |
| 3          | The Frogmen                                   | |
| 4          | The Flash (Barry Allen)                       | El editor de DC Julius Schwartz le asignó al escritor Robert Kanigher y los artistas Carmine Infantino y Joe Kubert la tarea del primer intento de revivir a los superhéroes: una versión actual de Flash que sería publicado en Showcase 4 (octubre de 1956). El éxito del nuevo Flash, con cierta inclinación a la ciencia ficción, encaminó el regreso de los superhéroes y el comienzo de lo que los fanáticos e historiadores dan en llamar la Edad de plata de las historietas. |
| 5          | The Manhunters                                | |
| 6 y 7      | The Challengers of the Unknown                | Creados por Jack Kirby. |
| 8          | The Flash (Barry Allen)                       | |
| 9 y 10     | Lois Lane                                     | Se presenta a Lois Lane en un intento de lanzar su propia revista. |
| 11 y 12    | The Challengers of the Unknown                | |
| 13 y 14    | The Flash (Barry Allen)                       | |
| 15 y 16    | Space Ranger                                  | Creados por Gardner Fox, Edmond Hamilton y Bob Brown. |
| 17 al 19   | Adventures on Other Worlds (Adam Strange)     | Adam Strange fue creado por Gardner Fox y Mike Sekowsky. |
| 20 y 21    | Rip Hunter, Time Master                       | Creado por Jack Miller y Rubén Moreira. |
| 22 al 24   | Linterna Verde (Hal Jordan)                   | El Linterna Verde de la edad de plata fue creado por John Broome y Gil Kane. |
| 25 y 26    | Rip Hunter, Time Master                       | |
| 27 al 29   | The Sea Devils                                | Robert Kanigher y Russ Heath crearon a los Sea Devils, un equipo de buceadores aventureros. |
| 30 al 33   | Aquaman y Aqualad                             | |
| 34 al 36   | Átomo (Ray Palmer)                            | Átomo de la edad de plata fue creado por Gardner Fox y Gil Kane. |
| 37 al 40   | Metal Men                                     | Robert Kanigher y el artista Ross Andru cocrearon a los Metal Men. |
| 41 y 42    | Tommy Tomorrow of the Planeteers              | |
| 43         | James Bond (adaptación de la película Dr. No) | Adaptación a historieta de la película de James Bond del año 1962. |
| 44         | Tommy Tomorrow of the Planeteers              | |
| 45         | Sgt. Rock                                     | |
| 46 y 47    | Tommy Tomorrow of the Planeteers              | |
| 48 y 49    | Cave Carson: Adventures Inside Earth          | |
| 50 y 51    | I—Spy                                         | |
| 52         | Cave Carson: Adventures Inside Earth          | |
| 53 y 54    | G.I. Joe                                      | [ 19 ] |
| 55 y 56    | Doctor Fate y Hourman                         | |
| 57 y 58    | The Enemy Ace                                 | |
| 59         | The Teen Titans                               | |
| 60 y 61    | The Spectre                                   | Relanzamiento del personaje a cargo de Gardner Fox y Murphy Anderson. |
| 62 y 63    | The Inferior Five                             | E. Nelson Bridwell y Joe Orlando crearon al grupo Inferior Five. |
| 64         | The Spectre                                   | |
| 65         | The Inferior Five                             | |
| 66 y 67    | B'wana Beast                                  | Bob Haney and Mike Sekowsky fueron los creadores de B'wana Beast. |
| 68 y 69    | The Maniaks                                   | Una banda de rock ficticia creada por E. Nelson Bridwell y Mike Sekowsky. |
| 70         | Leave It to Binky                             | |
| 71         | The Maniaks with Woody Allen                  | |
| 72         | Top Gun                                       | |
| 73         | Beware the Creeper                            | Steve Ditko creó a Creeper junto al escritor Don Segall. |
| 74         | Anthro                                        | |
| 75         | The Hawk and the Dove                         | Steve Ditko creó el peculiar grupo de hermanos superhéroes llamado Hawk and the Dove junto al escritor Steve Skeates. |
| 76         | Bat Lash                                      | Personaje del oeste creado por Nick Cardy y Sergio Aragonés. |
| 77         | Angel and the Ape                             | Creados por E. Nelson Bridwell y Bob Oksner. |
| 78         | Jonny Double                                  | |
| 79         | The Dolphin                                   | |
| 80         | The Phantom Stranger                          | reedición de The Phantom Stranger (vol. 1) número 2 y Star Spangled Comics 122, con una introducción por Mike Friedrich y Jerry Grandenetti. |
| 81         | The Way-Out World of Windy and Willy          | |
| 82 al 84   | Nightmaster                                   | |
| 85 al 87   | Firehair                                      | |
| 88 al 90   | Jason's Quest                                 | |
| 91 al 93   | Manhunter 2070                                | |
| 94 al 96   | New Doom Patrol                               | |
| 97 al 99   | Power Girl                                    | |
| 100        | Varios                                        | Historia en conjunto con casi todos los protagonistas de números anteriores. |
| 101 al 103 | Hawkman y Adam Strange                        | |
| 104        | O.S.S. Spies at War                           | |

### Reediciones
En 1992 DC Comics publicó un tomo recopilatorio titulado The Essential Showcase: 1956–1959 (ISBN 978-1563890796). En este tomo se recopila historias seleccionadas de los números 1, 4, 6, 9, 11, 13 y 17 de la serie original de Showcase. Muchos otros números fueron incluido en otros tomos recopilatorios.
| Título                                               | Números recopilados        | Fechas de publicación | ISBN              |
| ---------------------------------------------------- | -------------------------- | --------------------- | ----------------- |
| Showcase Presents: Showcase Vol.1                    | 1 al 21                    | Julio de 2012         | 1-4012-3523-9     |
| Showcase Presents: The Flash Vol. 1                  | 4, 8, 13 y 14              | Mayo de 2007          | 1-4012-1327-8     |
| The Flash Archives Vol. 1                            | 4, 8, 13 y 14              | Mayo de 1998          | 978-1563891397    |
| The Flash Chronicles Vol. 1                          | 4, 8, 13 y 14              | Septiembre de 2009    | 978-1401224714    |
| Flash Rogues: Captain Cold                           | 8                          | Agosto de 2018        | 978-1401281595    |
| Showcase Presents: Superman Family Vol. 1            | 9 (historia de Lois Lane)  | Marzo de 2006         | 1-4012-0787-1     |
| Showcase Presents: Superman Family Vol. 2            | 10 (historia de Lois Lane) | Febrero de 2008       | 1-4012-1656-0     |
| Showcase Presents: Challengers of the Unknown Vol. 1 | 6, 7, 11 y 12              | Septiembre de 2006    | 1-4012-1087-2     |
| Challengers of the Unknown Archives Vol. 1           | 6, 7, 11 y 12              | Julio de 2003         | 1-5638-9997-3     |
| Adam Strange Archives Vol. 1                         | 17 al 19                   | Marzo de 2004         | 1-4012-0148-2     |
| Showcase Presents: Rip Hunter, Time Master Vol. 1    | 20, 21, 25 y 26            | Agosto de 2012        | 1-4012-3521-2     |
| Showcase Presents: Green Lantern Vol. 1              | 22 al 24                   | Octubre de 2005       | 1-4012-0759-6     |
| Green Lantern Archives Vol. 1                        | 22 al 24                   | 1993                  | 978-1563890871    |
| The Green Lantern Chronicles Vol. 1                  | 22 al 24                   | Mayo de 2009          | 978-1401221638    |
| Showcase Presents: Sea Devils, Vol. 1                | 27 al 29                   | Julio de 2012         | 1-4012-3522-0     |
| Aquaman Archives Vol. 1                              | 30 y 31                    | Febrero de 2003       | 978-1563899430    |
| Showcase Presents: The Atom Vol. 1                   | 34 al 36                   | Junio de 2007         | 1-4012-1363-4     |
| The Atom Archives Vol. 1                             | 34 al 36                   | Julio 2001            | 978-1563897177    |
| Showcase Presents: Metal Men Vol. 1                  | 37 al 40                   | Septiembre de 2007    | 1-4012-1559-9     |
| Metal Men Archives Vol. 1                            | 37 al 40                   | Mayo de 2006          | 1-4012-0774-X     |
| Crisis on Multiple Earths: The Team-Ups Vol. 1       | 55 y 56                    | Enero de 2006         | 978-1401204709    |
| Showcase Presents: Enemy Ace Vol. 1                  | 57 y 58                    | Febrero de 2008       | 1-4012-1721-4     |
| Showcase Presents: Teen Titans Vol. 1                | 59                         | Abril de 2006         | 1-4012-0788-X     |
| Silver Age Teen Titans Archives Vol. 1               | 59                         | Octubre de 2003       | 978-1-4012-0071-8 |
| Showcase Presents: The Spectre Vol. 1                | 60, 61 y 64                | Mayo de 2012          | 1-4012-3417-8     |
| The Creeper by Steve Ditko                           | 73                         | Abril de 2010         | 978-1401225919    |
| Showcase Presents: Bat Lash Vol. 1                   | 76                         | Julio de 2009         | 1-4012-2295-1     |
| Showcase Presents: Phantom Stranger Vol. 1           | 80                         | Octubre de 2006       | 1-4012-1088-0     |

## Regreso
Tras la cancelación de 1st Issue Special, que se publicó entre 1975 y 1976, Showcase fue revivida por 11 números más. El escritor Paul Kupperberg recuerda que, "1977 fue un año expansivo en DC, y Jenette Kahn apoyaba el intentar cosas nuevas. Había muchas nuevas ideas en ese entonces. Muchos títulos llegaban y duraban unos pocos números. [DC] decidió crear Showcase por la misma razón por la que fue originalmente creada, para tener un lugar para experimentar, y si [lo que se presentaba] vendía bien, buenísimo. Si no, pasábamos a la siguiente idea."
La revivida Showcase, que seguía la numeración original, comenzó en el número 94 e incluía hasta el número 96 la primera aparición de la nueva Patrulla Condenada. Luego una aventura en solitario de Power Girl entre los números 97 y 99. El número 100 (mayo de 1978) incluía una historia coescrita por Paul Kupperberg y Paul Levitz y dibujada por Joe Staton donde aparecían casi todos los personajes que aparecieron en la etapa inicial de Showcase. La serie fue cancelada nuevamente en el número 104 (septiembre de 1978) como parte de la popularmente llamada "Implosión DC". Los números 105 y 106 fueron editados en Cancelled Comic Cavalcade, aunque el 105 fue publicado más tarde en Adventure Comics. El número 106 fue incluido en el tomo recopilatorio The Creeper by Steve Ditko publicado por DC en 2010. Dos otras series fueron anunciadas antes de la cancelación: Huntress, la cual terminó siendo publicada en Batman Family; y World of Krypton, la cual terminó siendo publicada como la primera miniserie de DC en 1979. De acuerdo al editor Paul Levitz, al momento de la cancelación no había historias de Huntress en producción y el contenido de Showcase 107 al 109 iba a ser una historia del lejano oeste de Gerry Conway titulada The Deserter.

### Listado de publicación
| Número     | Personajes                                                                                        |
| ---------- | ------------------------------------------------------------------------------------------------- |
| 94 al 96   | The Doom Patrol                                                                                   |
| 97 al 99   | Power Girl                                                                                        |
| 100        | Número especial presentando a casi todos los personajes que aparecieron entre los números 1 al 93 |
| 101 al 103 | Hawkman                                                                                           |
| 104        | OSS / Spies at War                                                                                |

### Reediciones
| Título                     | Números recopilados | Fecha de publicación | ISBN           |
| -------------------------- | ------------------- | -------------------- | -------------- |
| Power Girl                 | 97 al 99            | Junio de 2006        | 978-1401209681 |
| The Creeper by Steve Ditko | Número no publicado | Abril de 2010        | 978-1401225919 |

## New Talent Showcase
DC publicó New Talent Showcase, la cual duró 15 números (enero de 1984 a marzo de 1985), cambiando luego brevemente el título a Talent Showcase, terminando en el número 19 (octubre de 1985). La mayor parte editada por Karen Berger y por un corto tiempo por Sal Amendola), la serie brindó la oportunidad de mostrar su talento por primera vez. Creadores notables hicieron su debut en DC con New Talent Showcase, incluyendo a Mark Beachum, Norm Breyfogle, Tom Grindberg, Steve Lightle, Mindy Newell y Stan Woch. Por política editorial, la serie solo presentaba nuevos personajes.

## Showcaseen la década de 1990
DC revivió el título Showcase en 1993. La nueva serie se llamó Showcase '93, tratandose de una serie limitada de 12 números, siendo reemplazada anualmente por Showcase '94,  '95y  '96, todas de 12 números de duración, siendo el número 12 de Showcase '96 el último en aparecer.

## Showcase Presents
En 2005, DC comenzó a publicar comenzó a publicar reimpresiones en blanco y negro de gran cantidad de páginas de material antiguo bajo el título general "Showcase Presents".